# José Aparicio Pérez
José Aparicio Pérez (Anna, Valencia; 28 de enero de 1943) es un historiador español.

## Biografía
Licenciado en Filosofía y Letras y doctor en Historia por la Universidad de Valencia, ha realizado más de cien campañas de excavación. Actualmente es Secretario General de la Confederación Española de Centros de Estudios Locales del Consejo Superior de Investigaciones Científicas, Académico de Número de la Real Academia de Cultura Valenciana y Académico Correspondiente de la Real Academia de la Historia desde el año 2006.
Funcionario del Museo de Prehistoria de Valencia, a finales de la década de 1990 José Aparicio aspiró a la dirección del museo tras el cese de Bernat Martí. Sus enfrentamientos con los arqueólogos llevaron a que en el año 2000 la Diputación de Valencia, titular del museo, decidiera desgajar la Sección de Estudios Arqueológicos del Servicio de Investigación Prehistórica, dependiente del museo, para transferirla a la Real Academia de Cultura Valenciana, fundación de la que Aparicio era secretario y en la que desde este momento ejerció como director de la Sección. La gestión de Aparicio fue cuestionada desde ámbitos universitarios y arqueológicos por falta de rigor en las investigaciones, hasta que en 2013, tras su jubilación, el Museo de Prehistoria recuperó el departamento, que funcionó independientemente y sin control del museo o de la diputación durante más de una década.

## Obras
Es autor de las siguientes obras:
- Estudio económico y social de la Edad del Bronce valenciano. (1976).
- La Cova Fosca: (Ares del Maestre-Castellón) y el neolítico valenciano. (1977)
- La cueva del Volcán del Faro. (1977).
- Nuevas excavaciones y prospecciones arqueológicas en Valencia. (1977).
- Las raíces de Cullera: prehistoria y protohistoria: el Museo Arqueológico (1977).
- Las raíces de Mogente: prehistoria y protohistoria. (1977).
- Guía breve de la Bastida de les Alcuces y del Museo Histórico-Artístico de Mogente (Valencia). (1978).
- La segunda gran crisis económico-social conocida en la región: La Edad del Bronce valenciano . (1978).
- El mesolítico en Valencia y en el Mediterráneo occidental. (1979).
- Las raíces de Bañeres=(Les arrels de Banyeres) (Alicante). (1981).
- El arte rupestre levantino (1982)
- Le cova de les Calaveres, Benidoleig, Alicante. (1982)
- El arte parpallonés. (1983).
- Carta arqueológica de La Safor. (1983).
- Nuevas pinturas rupestres en la Comunidad Valenciana. (1988).
- Mesolítico, eneolítico e ibérico en el Camí del Pla (Oliva, Valencia, España). (1994)
- El Teatro Romano de Saguntum: pasado, presente y futuro'. (2000).
- Manual de la historia general del reino de Valencia. (2002).
- Historia general del Reino de Valencia (2003).
- El paleomesolítico valenciano: Cova del Volcán del Faro (Cullera): memoria de las excavaciones e inventario del material. (2003).
- Historia-memoria de los veinticinco años de divulgación cultural y de investigación científica' (2005).
- La cultura Ibérica : síntesis histórica (2005).
- El vino: aproximación a su cultura (2008).
- Relatos breves de arqueología valenciana (2010).
- La mujer en la Prehistoria y protohistoria. (2012).
- Viaje al patrimonio históritco-artístico y arqueológico. (2012).

## Premios
Ha recibido los siguientes premios:
- Premio Senyera de investigaciones históricas del Ayuntamiento de Valencia (1973).
- Premio Francisco Cerdá Reig de la Diputación Provincial de Valencia (1978).
- Medalla de la Institución Duque Real Alfonso el Viejo de Gandía.
- Medalla del centenario de Lo Rat Penat.